# Thomas Schmidts
Thomas Schmidts (* 1965) ist ein deutscher Provinzialrömischer Archäologe. Er ist Fachmann für die antike Schifffahrt.

## Leben
Thomas Schmidts studierte zwischen 1988 und 1996 Provinzialrömische Archäologie, Alte Geschichte, Vor- und Frühgeschichte und Klassische Archäologie an der Universität München sowie der Universität zu Köln. Er schloss mit dem Magister-Titel ab, Thema der Magister-Arbeit war Die Principia und ein Hallenbau an der Ostmauer des Legionslagers Castra Regina/Regensburg. 1995 begann er in München ein Promotionsstudium und beendete dies 1999 mit der Arbeit Die Kleinfunde aus den römischen Häusern an der Kellerei in Ladenburg bei Günter Ulbert. Anschließend wurde Schmidts Wissenschaftlicher Mitarbeiter an der Archäologischen Staatssammlung München. Hier betreute er unter anderem die Landesausstellung Die Römer zwischen Alpen und Nordmeer. In gleicher Funktion wechselte er 2002 an die Zentralstelle Konstanz des Archäologischen Landesmuseums Baden-Württemberg. Hier hatte er die Projektleitung der großen Landesausstellung Imperium Romanum – Roms Provinzen an Neckar, Rhein und Donau inne.
Seit 2003 ist Schmidts am Römisch-Germanischen Zentralmuseum in Mainz (seit 2023: Leibniz-Zentrum für Archäologie) beschäftigt. Zunächst war er Wissenschaftlicher Mitarbeiter des EU-Projektes Transformation – The Emergence of a Common Culture in the Northern Provinces of the Roman Empire from Britain to the Black Sea up to 212 A.D., seit 2006 des Forschungsbereiches Antike Schifffahrt des Museums sowie des Museums für Antike Schifffahrt. Dort wurde er 2010 Konservator. Seit 2006 nahm er auch Lehraufträge an den Universitäten Köln, Mainz, Frankfurt sowie an der Universität Heidelberg wahr. In Heidelberg habilitierte sich Schmidts 2014 mit der Arbeit Gestempelte Militärziegel außerhalb der Truppenstandorte – Untersuchungen zur Bautätigkeit der Armee in den Provinzen des Römischen Reiches für Klassische Archäologie und Archäologie der römischen Provinzen und erhielt die Venia Legendi. Seitdem lehrt er als Privatdozent, anfangs in Heidelberg, später an der Universität Frankfurt.
Schmidts Forschungsschwerpunkte liegen in den Bereichen der antiken Schifffahrt, der Geschichte und Archäologie der römischen Provinzen, der antiken Wirtschaft, der römischen Ziegelstempel sowie der Numismatik. Im Rahmen der Schwerpunktforschung des Römischen Zentralmuseums in Mainz forscht Schmidts zur Entwicklung antiker Hafenstädte, zu den Strukturen des Seehandels im Römischen Reich sowie allgemeiner zu Strukturen und Technik antiker Seefahrt im Mittelmeerraum. Zudem sind die thrakische Hafenstadt Ainos und ihre Entwicklung als Verkehrsknotenpunkt in einer sich wandelnden Umwelt Forschungsthema. Er hat mehrere wissenschaftliche Tagungen im In- und Ausland zum Thema Antike Schifffahrt mitorganisiert.

## Schriften (Auswahl)
- Lopodunum IV. Die Kleinfunde aus den römischen Häusern an der Kellerei in Ladenburg (Ausgrabungen 1981–1985 und 1990) (= Forschungen und Berichte zur Vor- und Frühgeschichte Baden-Württembergs, Band 91), Theiss, Stuttgart 2004, ISBN 3-8062-1878-1.
- mit Jürgen Hald und Dieter Müller: Der römische Gutshof bei Engen-Bargen (Landkreis Konstanz) (= Römerzeitliche Geländedenkmäler, Band 4), Theiss, Stuttgart 2007, ISBN 3-8062-2194-4.
- Akteure und Organisation der Handelsschifffahrt in den nordwestlichen Provinzen des Römischen Reiches (= Monographien des Römisch-Germanischen Zentralmuseums, Band 97), Römisch-Germanisches Zentralmuseum/Schnell & Steiner, Mainz 2011, ISBN 978-3-88467-185-6 (Museum), ISBN 978-3-7954-2585-2 (Verlag).
- mit Ronald Bockius und Juliane Kiefer: Seefahrt in der Antike. Führer zur Ausstellung im Museum für Antike Schiffahrt. Mainz 2013.
- Herausgeber mit Felix Pirson und Sabine Ladstätter: Häfen und Hafenstädte im östlichen Mittelmeerraum von der Antike bis in byzantinische Zeit – neue Entdeckungen und aktuelle Forschungsansätze. Istanbul, 30.5. – 1.6.2011 (= Byzaz Band 19). Ege Yayınları, Istanbul 2014, ISBN 978-605-4-70160-5.
- Gestempelte Militärziegel außerhalb der Truppenstandorte. Untersuchungen zur Bautätigkeit der Armee in den Provinzen des Römischen Reiches (= Studia archaeologica Palatina, Band 3). Harrassowitz Verlag in Kommission, Wiesbaden 2018, ISBN 978-3-447-10998-7.
- Herausgeber mit Martin Vučetić: Häfen im 1. Millennium A. D. – Bauliche Konzepte, herrschaftliche und religiöse Einflüsse (= Interdisziplinäre Forschungen zu Häfen von der Römischen Kaiserzeit bis zum Mittelalter in Europa, Band 11 = RGZM Tagungen, Band 22) Verlag des Römisch-Germanischen Zentralmuseums, Mainz 2015, ISBN 978-3-88467-249-5.
- Herausgeber mit Heide Frielinghaus und Vasiliki Tsamakda: Schiffe und ihr Kontext. Darstellungen, Modelle, Bestandteile – von der Bronzezeit bis zum Ende des Byzantinischen Reiches (= Byzanz zwischen Orient und Okzident Band 5). Verlag des Römisch-Germanischen Zentralmuseums, Mainz 2017, ISBN 978-3-88467-277-8.